# Groupe du 24 juillet
Le Groupe du 24 juillet est un collectif de cinéastes, producteurs et techniciens liés au cinéma documentaire qui a été créé dans le cadre des États généraux du film documentaire à l'occasion de la crise des intermittents du spectacle de 2003 et en réaction à la position adoptée par le Medef dans ce dossier.
L'essentiel de l'activité du Groupe du 24 juillet a porté (en 2005) sur deux points particuliers :
- la négociation avec le conseil régional d'Île-de-France en vue de la mise en place d'un fonds de création destiné au documentaire
- une étude sur l'équipement en vidéo projection des salles de cinéma et des lieux alternatifs en Île-de-France[2].